# Tawfik Abu Wael
Tawfik Abu Wael (Umm al-Fahm, 1976) è un regista e sceneggiatore palestinese.

## Biografia
Nato nella seconda città palestinese di Israele, Abu Wael ha studiato all'Università di Tel Aviv.
Dopo sei cortometraggi, ha girato Atash, lungometraggio che ha partecipato a diversi festival internazionali tra cui quello di Cannes, nella sezione Semaine de la Critique, vincendo il premio FIPRESCI.

## Filmografia
- Diary of a Male Whore (2001, cortometraggio)
- Atash (2004, anche sceneggiatore)
- Love Letters to Cinema (2011, anche sceneggiatore)
- Tanathur (2014, cortometraggio, anche sceneggiatore)